# Flugplatz Lüneburg

i7
i11
i13
Der Sonderlandeplatz Lüneburg (ICAO-Code: EDHG) ist für Motorflugzeuge, Motorsegler, Ultraleichtflugzeuge und Segelflugzeuge bis zu einem Maximalgewicht von 2000 kg zugelassen. Hubschrauber sind bis zu einem Gewicht von 5700 kg zugelassen und es können Ballonfahrten vom Flugplatz aus unternommen werden. Er dient der Region Lüneburg als beliebtes Ausflugsziel für Familien sowie für externe Privatpiloten und Lüneburger Geschäftsleute. Damit erfüllt der Flugplatz eine wichtige Aufgabe als infrastruktureller Knotenpunkt und für das Vereinsleben in der Region Lüneburger Heide.

## Geschichte
Vor der zivilen Nutzung war der heutige Sonderlandeplatz ein Fliegerhorst der Luftwaffe der Wehrmacht.
Die folgende Tabelle zeigt eine Auflistung ausgesuchter fliegender aktiver Einheiten (ohne Schul- und Ergänzungsverbände), die hier zwischen 1938 und 1945 stationiert waren.
| Von           | Bis           | Einheit                                          |
| ------------- | ------------- | ------------------------------------------------ |
| April 1938    | April 1939    | II./KG 257 (II. Gruppe des Kampfgeschwaders 257) |
| Mai 1939      | August 1939   | Stab, II./KG 26                                  |
| Oktober 1939  | Oktober 1939  | I./KG 4                                          |
| Oktober 1939  | Januar 1940   | I./KG 1                                          |
| Oktober 1939  | November 1939 | II./KG 1                                         |
| Januar 1940   | April 1940    | III./KG 4                                        |
| Februar 1940  | August 1940   | Kampfgruppe 100                                  |
| April 1940    | April 1940    | I./KG 40                                         |
| Juni 1940     | Juni 1940     | I./KG 26                                         |
| Januar 1941   | Juli 1941     | II./KG 40                                        |
| November 1941 | April 1943    | 7./NJG 3 (7. Staffel des Nachtjagdgeschwaders 3) |
| Februar 1944  | April 1944    | III./JG 54 (III. Gruppe des Jagdgeschwaders 54)  |
| November 1944 | November 1944 | Teile der III./NJG 5                             |
| April 1945    | April 1945    | III./JG 1                                        |

Am 18. April 1944 wurde der Fliegerhorst Lüneburg bei einem Luftangriff auf Lüneburg von etwa dreißig Flugzeugen bombardiert und erheblich beschädigt, er blieb jedoch einsatzbereit. Nach der Eroberung durch die Alliierten im Frühjahr 1945, die diesen Militärflugplatz zunächst als Airfield B.156 bezeichnet hatten, nutzte die British Air Force of Occupation den später als RAF Lüneburg bezeichneten Flugplatz noch einige Zeit weiter. Hier lag 1945 unter anderem das No. 39 (Recon) Wing (Aufklärungsgeschwader) der RCAF und zwischen Dezember 1947 und April 1949 die No. 652 Squadron mit ihren Auster-Beobachtungsflugzeugen; die Staffel wurde später zur Army transferiert.
Die Genehmigung zum Betrieb des Landeplatzes erfolgte auf Antrag der Stadt Lüneburg und des Luftsportvereins Lüneburg e. V. (LVL) mit der endgültigen Genehmigung im Juli 1998 durch die damalige Bezirksregierung Weser-Ems. Der heute etwa 20 Hektar große Landeplatz ist Eigentum der Stadt und wurde dem Luftsportverein bis 2015 entgeltfrei überlassen.
In den Jahren 1993 und 1995 fanden auf dem Flugplatz Konzerte der Reihe Rock Over Germany mit Künstlern wie Tina Turner, Prince, Joe Cocker und Rod Stewart statt.
Am 5. Januar 2012 berichtete die Landeszeitung Lüneburg über eine mögliche Schließung des Flugplatzes durch den Lüneburger Oberbürgermeister Ulrich Mädge zugunsten der Schaffung neuer Gewerbeflächen. Der Luftsportverein als Betreiber des Platzes hat daraufhin eine Unterschriftenaktion gestartet, um den Flugplatz zu erhalten.
Am 29. August 2019 beschloss die Stadt Lüneburg zunächst, den Pachtvertrag mit dem Betreiber nicht zu verlängern, sodass der Flugplatz Ende 2020 hätte schließen müssen. Der Lüneburger Luftsportverein startete daraufhin ein erfolgreiches Bürgerbegehren. Bei dem am 14. Juni 2020 abgehaltenen Bürgerentscheid stimmte eine breite Mehrheit von etwa 82 % für den Erhalt des Flugplatzes. Die Wahlbeteiligung lag bei rund 36 %. Der im Herbst 2020 ablaufende bisherige Pachtvertrag des Luftsportvereins zur Nutzung des Flugplatzes soll nun um 15 Jahre verlängert werden.

## Heutige Nutzung
Der Sonderlandeplatz wird vom Luftsportverein Lüneburg e. V. (LVL) mit seinen mehr als 100 Mitgliedern genutzt. Der Luftsportverein zahlt 15.000 € Jahresmiete für die Nutzung an die Stadt. Ferner dient er als Standort für eines der zwei Flugzeuge des niedersächsischen Feuerwehr-Flugdienstes. In der Sommersaison (März bis Oktober) ist der Flugplatz am Wochenende von 9 bis 19 Uhr (Ortszeit) mit einem Flugleiter besetzt. Platzrunden zur Schulung für Motorflugzeuge sind mit Rücksicht auf die umliegenden Anwohner nicht statthaft, jedoch wird die Ausbildung für einen Ultraleicht-Pilotenschein am Platz angeboten. Üblicherweise werden Anflüge an den umliegenden Plätzen, wie dem Flugplatz Uelzen geübt. Die Segelflugausbildung unterliegt keinerlei Einschränkungen.
Im Weiteren dienen Teile des Flugplatzes als Ausgleichsfläche für den Bau des Audimax, im Februar/März 2018 wurden Schutzflächen für die Haubenlerche aufbereitet.

### Kritik
Der Flugplatz Lüneburg stand bereits mehrfach in der Diskussion. Angemerkt werden vor allem eine erhöhte Lärmbelastung der Anwohner und Sicherheitsbedenken durch den Betrieb des Flugplatzes im Stadtgebiet. Im Jahr 2009 formierte sich eine Bürgerinitiative in Lüneburg gegen die Beeinträchtigungen durch Fluglärm. Unterstützung erfährt der Flugplatz hingegen von Umweltschützern, da die Umgebung der Start- und Landebahn als Schutzraum für teilweise seltene Pflanzen und Tiere dient.
Am 14. Juni 2020 wurde der Versuch der Stadt Lüneburg, den Flugplatz zu schließen, durch die Bevölkerung in einem Bürgerentscheid vereitelt, als etwa 82 % der Einwohner für den Erhalt des Platzes stimmten.

### Unfälle und Zwischenfälle
In den vergangenen Jahren ereigneten sich mehrere Flugunfälle auf dem Flugplatz oder in unmittelbarer Nähe.
- 14. September 2002: Absturz einer Cessna in die Straße Stadtkoppel, ca. 100 m von der Rudolf-Steiner-Schule entfernt und in unmittelbarer Nähe zum Wohngebiet.
- 26. Juni 2004: Missglückte Notlandung einer Cessna 172 am Meisterweg, drei Personen an Bord.[14]
- 15. Januar 2005: Pilot verfehlt auf dem Lüneburger Flugplatz die Landebahn, viersitzige Maschine überschlägt sich, zwei Verletzte.[15][16]
- 29. Juni 2008: Missglückte Notlandung eines Ultraleichtflugzeugs im Tiergartenkamp, zwei Personen an Bord.[17]
- 31. März 2009: Absturz eines einsitzigen Ultraleichtflugzeugs wenige Meter vor der Ostumgehung (B 4/B 209) auf dem Fluggelände.[18]
- 22. Mai 2011: Anlässlich eines Flugplatzfestes Überschlag einer Maschine bei Landung, Notlandung einer Maschine nach Motorausfall, dabei Gefährdung von Zuschauern des Flugplatzfestes.[19]
- 21. Juli 2019: Kollision zweier Segelflugzeuge über dem Stadtteil Moorfeld, Absturz eines Segelflugzeuges in den Garten eines Wohnhauses an der Gerhart-Hauptmann-Straße, Pilot schwer verletzt, zweites Segelflugzeug auf dem Flugplatz notgelandet.[20]
- Am 24. Mai 2021 geriet der einmotorige Hochdecker D-MXHB vom Typ Comco Ikarus C42 beim Landeanflug auf EDHG an ein Hallendach neben dem Flugplatz und zerschellte anschließend. Der Pilot wurde leichtverletzt geborgen, das Flugzeug zerstört.[21][22]
- 12. Juni 2023: Ein Ultraleichtflugzeug stürzte über dem Gelände der Theodor-Körner-Kaserne ab. Die 34-jährige Pilotin wurde schwer verletzt. Bei dem Zusammenstoß am Boden mit einem Nadelbaum wurde das Flugzeug schwer beschädigt.[23]